# Kąt skierowany

Kąt skierowany dodatni

Kąt skierowany ujemny

Kąt skierowany, kąt zorientowany – para uporządkowanych półprostych o wspólnym początku, z których pierwszą nazywamy ramieniem początkowym, a drugą ramieniem końcowym kąta skierowanego.
Dwa kąty skierowane o ramionach uporządkowanych w odwrotnej kolejności nazywamy kątami skierowanymi przeciwnymi.
Kąt skierowany utworzony przez wektory u oraz v to kąt o ramieniu początkowym o kierunku i zwrocie identycznym z u, oraz ramieniu końcowym o kierunku i zwrocie identycznym z v.
Miara kąta skierowanego może przyjmować wartości dodatnie lub ujemne. Zależy to od zwrotu kąta skierowanego, czyli od kierunku w którym należy obrócić ramię początkowe, aby otrzymać ramię końcowe. Przypisanie wartości dodatnich, bądź ujemnych do jednego z kierunków jest arbitralne, o ile jesteśmy konsekwentni w jego stosowaniu. Tradycyjnie wartość dodatnią przypisuje się kątom o zwrocie zgodnym z kątem o ramieniu początkowym na dodatniej półosi OX układu współrzędnych i ramieniu końcowym na dodatniej półosi OY. Oznacza to obrót ramienia końcowego przeciwnie do ruchu wskazówek zegara w stosunku do położenia ramienia początkowego (potocznie w lewo).
Kąt dodatni wraz z kątem ujemnym o tej samej wartości (ale ramionach uporządkowanych w odwrotnej kolejności) to kąty skierowane przeciwne.
Kąty skierowane o zgodnym zwrocie, utworzone przez wektory u1, v1 oraz u2, v2 mają też zgodny zwrot wektorów u1×v1, oraz u2×v2, gdzie × to iloczyn wektorowy.